# Juhász Miklós (villamosmérnök)
Juhász Miklós (Budapest, 1927–2012) villamosmérnök.
1954-ben szerzett villamosmérnöki oklevelet a Budapesti Műszaki Egyetem Villamosmérnöki Karán.
Angol és német nyelven beszélt.

## Munkássága és főbb szabadalmai
- 1949–1954 Orion – rádiófejlesztés[2]
- 1954–1957 Orion AT501 fejlesztése
- 1957–1962 Videoton – televíziókészülék fejlesztése[3]
- 1961 Szerkezet televízió berendezések eltérítő áramának linearitás szabályozására, kapcsolási elrendezés televízió készülékek nagyfrekvenciás sugárzásának csillapítására

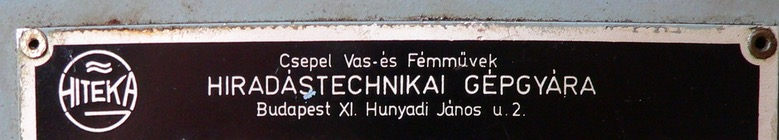
HITEKA géptábla

- HITEKA géptábla1962–1973 Híradástechnikai Gépgyár (HITEKA) - HE-1 jelfogó kontaktus hegesztő automata, BAK-1 alagút kemence hőfok szabályozása, FGA12V programvezérelt vákuumgőzölő automata vezérlő berendezése, rétegellenállás értékköszörű automata elektronikus mérő-szabályozó egysége, SGF-2 szikraforgácsoló gép impulzus generátorának fejlesztése
- 1964 Kapcsolási elrendezés elektromos ponthegesztő berendezések teljesítmény stabilizálására
- 1967 Eljárás és berendezés rétegellenállások automatikus értékbeállításához
- 1972 Kapcsolási elrendezés szikraforgácsoló gépek impulzusgenerátorának rövidzárlat elleni védelmére
- 1973–1987 Videoton – színes televízió szervizasztal tervezése, hordozható szerviz színsávgenerátor fejlesztése, színes televízió fejlesztések
- 1973 Kapcsolási elrendezés telefonüzenetek automatikus rögzítésére, megtekinthető az Elektrotechnikai Múzeum ban

1956 után a munkavállalói tulajdonosi részvétellel kapcsolatban cikkei miatt kizárólag műszaki területen dolgozhatott.
A szabadalmak elérhetők az SZTNH elektronikus adatbázisában.